# Sabulodes atropesaria
Sabulodes atropesaria är en fjärilsart som beskrevs av Walker 1860. Sabulodes atropesaria ingår i släktet Sabulodes och familjen mätare. Inga underarter finns listade.